# Hans Dekker
 (janvier 2021).
Hans Dekker est un batteur de jazz néerlandais né en 1969 à Boekelo.
C'est à l'âge de neuf ans qu'il commence à jouer de la batterie. Son père, également batteur, lui enseigne quelques notions de base. Cette même année, ce dernier l’emmène à un concert d'Art Blakey et c'est là qu'il se passionne pour le jazz. À l'adolescence, Hans joue dans une fanfare. Il étudie au conservatoire de Hilversum puis travaille avec des musiciens tels que Frits Landesbergen, Ack van Rooyen (de), Greetje Kauffeld, Rob Pronk (de), Jasper van't Hof et Jerry van Rooyen (de).
Hans Dekker est l'un des membres fondateurs du Concertgebouw Jazz Orchestra, auquel il a appartenu pendant huit ans. Il est membre du WDR Big Band Cologne depuis 2005. Il a joué avec Scott Hamilton, Lee Konitz, David Liebman, Nils Landgren, Hugh Masekela, Bob Brookmeyer et Dee Dee Bridgewater. Il a participé à des albums avec Madeline Bell (de), Lalo Schifrin, John Goldsby (de), Biréli Lagrène, Claudio Roditi (de) / Klaus Ignatzek (de), Götz Alsmann, Maceo Parker, Joe Lovano et Jasmin Tabatabai.
À partir de 1995, Dekker donne des cours au Conservatoire d'Enschede. Depuis 1998, il est à plusieurs reprises invité comme conférencier au Federal Jazz Orchestra (de).